# Renässanshumanism
Renässansens humanism var en verksamhet av kultur- och utbildningsreformer under renässansen, en motsvarighet till den medeltida skolan. Författare, forskare och civila/medborgerliga ledare var de första vi idag skulle kalla humanister. Under 1400-talet började italienska akademiker använda ordet umanista, myntat av diktaren Ludovico Ariosto, när man talade om studier av klassisk litteratur och dess konst. Detta inkluderade även retorik. Det var inte förrän under 1500-talet som vår motsvarighet till ordet humanism uppstod i engelskan. Det var i början av 1800-talet, förmodligen i Tyskland, som begreppet omvandlades till ett materiellt fenomen. Detta stod för hängivenhet till den antika grekisk/romerska litteraturen och de mänskliga värderingar som kan hämtas från dem. Humanismen var ett annat sätt att se på utbildning då den medeltida skolan i huvudsak fokuserat på kristen lära, studier av bibeln. I motsats till de medeltida värderingarna om världen så studerade humanisterna hur världen såg ut ur ett mer världsligt perspektiv. Den humanistiska skolan förberedde för yrkesutbildning och forskning inom naturvetenskap. De förberedde män för vidare yrkesutbildningar så som till läkare, advokater och professionella teologer. Man studerade antik litteratur inom ämnena logik, naturfilosofi, medicin, juridik och teologi. Den humanistiska utbildningen var extremt tidskrävande och väldigt djupgående. Det hårda arbetet gav dock utdelning på många sätt då humanisterna blev eftertraktade på arbetsmarknaden som administratörer och rådgivare åt furstar och kungar. Huvudcentren för renässansens humanism var de Italienska städerna Florens och Neapel.
Under den här tiden fanns en mängd olika livsåskådningar. Humanisterna menade att de alla bara var olika sätt att se på en enda sanning och kom på ett nytt sätt att förklara denna sanning på ett mer vetenskapligt sätt. Det är däremot svårt att se humanismen som en enhetlig filosofi, de flesta humanisterna hade sina egna sätt att se på saken. Men det gemensamma för dem alla är deras intresse för de antika idéerna och kulturen samt deras tro på att varje människa är unik och har ett speciellt värde. Kärnan i ideologin för alla humanister var förstås alltid människan och hennes förnuft.
Istället för att utbilda yrkesmän i strikt praxis, var humanisternas syfte att skapa ett väl talande och skrivkunnigt samhälle och syftet med detta var att medborgarna skulle kunna engagera sig aktivt i det samhälle de levde i, därför ingick även politik i denna samhällsfostran. Detta kunde ibland innebära att en del kvinnor kunde få chansen att utbilda sig. Genom den här typen av utbildning skulle fler människor kunna engagera sig mer i samhället och ha åsikter om vad som hände. För att uppnå detta lät de befolkningen studera grammatik, retorik, historia, poesi och moralfilosofi. Något som senare har kommit att kallas humaniora.

## Tryckkonsten
De första humanisterna, så som Francesco Petrarca, Coluccio Salutati och Leonardo Bruni, samlade på sig antika texter. Tack vare att många av dem arbetade inom kyrkan, eller på något annat sätt var högt uppsatta i samhället, hade de tillgång till tryckerier. Detta var förstås en bidragande faktor till att läran, via böckerna, kunde spridas ut från Italien. I och med att tryckning av böcker blev en mer storskalig historia blev det naturligt ännu lättare att sprida den humanistiska läran. Det var inte bara lättare att massproducera, utan det blev också mycket billigare än vad det hade varit tidigare. Detta gjorde att även medelklassen fick möjlighet till köpa av en bok. Den Italienska humanismen spred sig med böckerna norrut mot Frankrike, Holland, Tyskland och England. Dessutom var en tryckt bibel mycket mer tillförlitlig än vad en handskriven var. Det hade ju varit otroligt lätt för författaren att lägga in egna ändringar när böckerna skrevs för hand. Många humanister påstod att bibeln hade skrivits om under medeltiden, så boktryckerier var till en stor fördel när de skulle sprida sin, som de tyckte, sanna version av bibeln.

## Nicolaus V
I Italien vann den humanistiska utbildningen snabbt förtroende. På mitten av 1400-talet hade en stor del av den Italienska överklassen fått en humanistisk utbildning. Några av de högst uppsatta tjänstemännen inom kyrkan var humanister med tillgång till viktiga bibliotek. Under 1400-talet styrde 5 påvar. Den första av dessa var Innocentius VII men den viktigaste för humanismen är Nicolaus V då han lät investera stora belopp i att översätta grekisk litteratur till latin. Han spenderade också mycket resurser på utbildning, återbyggnaden av Romerska byggnader och stod upp för konstnärer och forskare. Förutom detta grundade han Vatikanbiblioteket och lyckades sluta fred med flertalet politiska rivaler. Han förde också humanisterna närmare varandra. Han lät anställa flertalet av dem och hans hov blev ett centrum för dem där de kopierade och översatte antika texter.

## Erasmus av Rotterdam
Många humanister var män av kyrkan och de beskyddades av äldre högt uppsatta män inom kyrkan. Mycket av det humanistiska arbetet lades ner på att förstå och förbättra bibliska och kristna texter, både före den protestantiska reformationen, under vilken Erasmus av Rotterdam och Jacques Lefèvre d'Étaples hade ett stort inflytande, men också efter reformationen. Den mest inflytelserika av de tidiga humanisterna var Erasmus av Rotterdam. Genom sin position inom kyrkan hade han tillgång till all den tidens forskningsmöjligheter. Tidigare hade forskningen endast handlat om att bevisa Guds existens samt att stärka bibeltexternas trovärdighet. Erasmus av Rotterdam däremot ansåg att om människan är en avbild av Gud, varför är det då förbjudet att studera människan när det egentligen bara för oss närmare Gud. Motvilligt var kyrkans högsta män tvungna att acceptera hans argument och tillåta hans forskning. På så sätt började en sorts reformation av kyrkan från dess inre. Erasmus arbetade med att översätta det nya testamentet till en mer antik synvinkel. Under medeltiden hade många delar av bibeln ändrats och Erasmus arbetade med att notera dessa skillnader och översätta så att alla skulle kunna förstå, det vill säga till latin. Han talade mycket om den mänskliga viljan och att den felaktigt undertrycks av kyrkan. Erasmus frågade sig "vad det är för glädje med den fria viljan om den inte förmår uträtta något av egen kraft?", "Vad skulle det vara för glädje med människan själv om hon bara var ett ler i Guds hand?" (Magnusson, Gerholm, Idé och samhälle - den kulturella evolutionen i västerlandet, 1966 sid 168). Även andra humanister uttryckte sig på liknande sätt, till exempel så sa Giovanni Pico della Mirandola i sitt tal "Om människans värdighet" att "människan är fri att forma sig själv och sin tillvaro, det finns inga begränsningar för henne".